# Кипиево
Кипиево — село в Ижемском районе Республики Коми (Россия). Административный центр одноимённого сельского поселения.

## География
Расположено в северной части республики в 470 км к северо-востоку от Сыктывкара, в 180 км к северу от Ухты, на берегу реки Печоры.

## Экология
В деревне Кипиево люди запасаются дождевой водой, потому что река загрязнена, а в скважинах вода такого качества, что разъедает ёмкости.

## История
Село было основано в 1851 году выходцами из села Брыкаланск (Кыдзкар). В 1904 году населённый пункт был переименован в Кипиевка-Севастополь.
По состоянию на 1903 год в селе было возведено 26 одноэтажных и 16 двухэтажных домов, население включало 131 мужчину и 25 женщин.

## Население
| 1903 | 1917 | 2006  | 2010 |
| ---- | ---- | ----- | ---- |
| 156  | ↗457 | ↗1045 | ↘773 |

Национальный состав
В 2006 году — 1045 человек (коми).

## Образование
В 1902 году начала работать школа грамоты, в 1912 году — церковно-приходская школа. 
Сейчас в селе действует кипиевская средняя общеобразовательная школа.

## Религия
В 1898 году была построена церковь имени Стефана Первомученика.

## Известные уроженцы
- Александр Чупров (1925—1944) — Герой Советского Союза.